# Кармала (приток Накаса)
Кармала — река в России, протекает в Оренбургской области. Устье реки находится в 12 км по правому берегу реки Накас. Длина реки составляет 13 км.

## Данные водного реестра
По данным государственного водного реестра России относится к Уральскому бассейновому округу, водохозяйственный участок реки — Большой Ик. Речной бассейн реки — Урал (российская часть бассейна).
Код объекта в государственном водном реестре — 12010000612112200005934.